# Klabbeek
Klabbeek (Frans: Clabecq) is een dorp en deelgemeente van de gemeente Tubeke, in Waals-Brabant in België.
Het plaatsje ligt aan het Kanaal Charleroi-Brussel, waaraan ook de voormalige hoogovens van Forges de Clabecq liggen. Thans is alleen de walserij hiervan nog in gebruik.
Het station Klabbeek ligt aan spoorlijnen 106 en 115. Het bedient alleen goederentreinen, voornamelijk staaltreinen.

## Geschiedenis
Oorspronkelijk maakte Klabbeek deel uit van het domein van Tubeke, dat sinds de vroege middeleeuwen in bezit was van de abdij van Nijvel. De graven van Leuven, die voogd waren van de abdij, palmden een gedeelte van het Nijvelse domein in en verdeelden het in heerlijkheden voor hun vazallen. Hier ligt waarschijnlijk de oorsprong van de heerlijkheid Klabbeek. Frizo van Klabbeek, die vermeld wordt in 1183, is de oudste bekende heer.
De heerlijkheid Klabbeek, die onderhorig was aan de heren van Gaasbeek, bevatte een kasteel, landen en heerlijke rechten, evenals een groot aantal achterlenen, die zich uitstrekten tot in Dworp. Ondanks het bestaan van deze heerlijkheid bleef nog steeds een gedeelte van Klabbeek, rond de boerderij van Vraimont, in het bezit van het kapittel van Nijvel.
In de juridisch-administratieve indeling van het hertogdom Brabant was Klabbeek ingedeeld bij de meierij van Terhulpen, in het kwartier van Brussel. Kerkelijk bleef het dorp, ondanks zijn wereldlijke zelfstandigheid, afhangen van de parochie van Tubeke. Aan al deze structuren kwam een eind met de Franse invasie en de oprichting van de gemeenten. Klabbeek werd toen als gemeente ingedeeld bij het kanton Tubeke van het Dijledepartement. Het dorp bleef een gemeente tot het in 1977 met Tubeke gefusioneerd werd.

## Bezienswaardigheden
- De Sint-Jan de Doperkerk (Église Saint-Jean Baptiste) is een neoromaans bouwwerk uit 1865
- Het Kasteel van Clabecq was vanaf de 12e eeuw een zetel van de heren van Gaasbeek. Het huidige kasteel dateert van midden 18e eeuw
- De Forges de Clabecq was een groot ijzer- en staalbedrijf tussen 1888 en 1996

## Natuur en landschap
Clabecq ligt aan het Kanaal Charleroi-Brussel dat hier de vallei van de Sennette volgt. Het oosten van Clabecq is bosrijk: Lembeekbos, Bois de Clavbecq en Bois du Bailly. De hoogte aan de kerk bedraagt 51 meter. Naar het oosten neemt de hoogte snel toe tot 125 meter.

## Demografische ontwikkeling
- Bronnen:NIS, Opm:1831 tot en met 1970=volkstellingen, 1976= inwonersaantal op 31 december

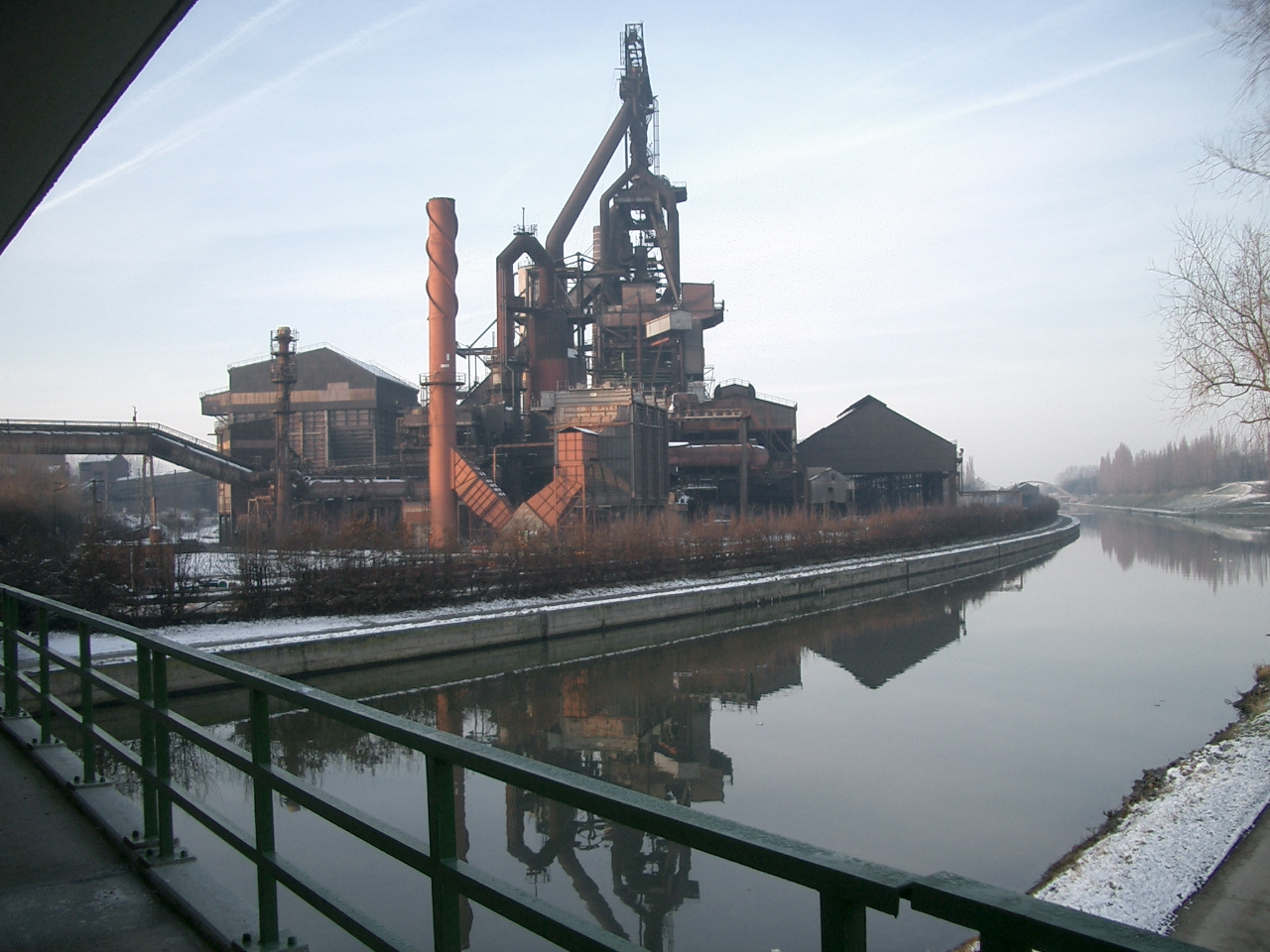
De hoogovens van Forges de Clabecq aan het Kanaal Charleroi-Brussel.

## Nabijgelegen kernen
Tubize, Lembeek, Kasteelbrakel, Oisquercq, Ittre
Deelgemeenten: Klabbeek · Oostkerk · Sint-Renelde · Tubeke

Belgische gemeenten · Arrondissement Nijvel · Waals-Brabant · Wallonië